# Igor Ivanovich Strelkov

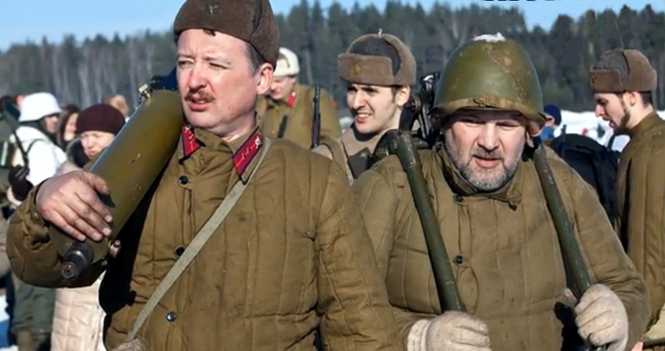

Igor Vsevolodovich Girkin (tiếng Nga: Игорь Всеволодович Гиркин), hiện có tên là Igor Ivanovich Strelkov (tiếng Nga: Игорь Иванович Стрелков), sinh ngày 17 tháng 12 năm 1970, là một công dân Nga từ Moskva chỉ huy lực lượng vũ trang nhân dân Donbass và là một nhân vật chính đằng sau Cuộc nổi dậy thân Nga ở Ukraina 2014. Strelkov, còn được gọi là "Strelok" (kẻ xạ thủ), bị chính quyền Ukraina kết tội khủng bố và bị Liên minh Âu châu cấm không cho vào vì vai trò lãnh đạo cuộc nổi dậy ở Đông Ukraina. Trước đó ông ta phục vụ cho Tình báo Liên bang Nga (FSB) cho tới tháng 3 năm 2013, các cơ quan của Ukraina và EU, ông ta là thượng tá tình báo Quân đội Nga (GRU) về hưu và đã tham dự vào Khủng hoảng Krym 2014.
Igor Girkin bị cho là đã ra lệnh bắn hạ chiếc máy bay MH17.

## Hoạt động
Donezk là mặt trận thứ 2 mà Girkin tham dự trong cuộc tranh chấp ở Ukraina. Trước đó trong tháng 2 và tháng 3 Girkin đã xuất hiện ở bán đảo Krym và tổ chức những cuộc chiếm đóng bằng quân sự. Đến giữ tháng 4 thì ông ta có mặt ở Donezk.